# 運動場通停留場
運動場通停留場（日语：／ Gurando dori teiryūjō */?），是位於高知縣高知市升形和本町五丁目，土佐電交通伊野線的電車站。

## 歷史
此電車站在1904年（明治37年）以乘出停留場（日语：／）的名字啟用。當時土佐電交通的前身土佐電氣鐵道伊野線（當時名為本町線）堀詰停留場至此電車站之間開通時啟用該電車站。在2年後的1906年（明治39年），路線從乘出停留場延伸至鏡川橋停留場。而電車站名稱改為運動場通的日期不詳，應該在1952年以前己經改名。
- 1904年（明治37年）5月2日 - 土佐電氣鐵道本町線堀詰至乘出之間開通，乘出停留場啟用[1]。
- 1906年（明治39年）10月9日 - 乘出至鏡川橋之間開通，成為中途站[1]。
- 1952年以前 - 電車站改名為運動場通停留場[2]。
- 2014年（平成26年）10月1日 - 土佐電氣鐵道、高知縣交通（日语：高知県交通）和土佐電Dream Service（日语：土佐電ドリームサービス）合併，土佐電交通成立[5]。成為土佐電交通的電車站。

## 電車站構造
電車站是建造在共用道路上，設有2面2線的相對式乘車處（千鳥式）。兩月台之間相隔一個路口，路口東邊為播磨屋橋方向月台，西邊為伊野方向月台。伊野方面向月台位於高知市升形，播磨屋橋方向月台位於高知市本町五丁目。

## 電車站周邊
曾經此電車站名為「乘出」，取自土佐藩正月時舉行騎馬閲兵活動「御驅初」的起點而得名。現時此電車站名為「運動場通」，是指上述提及，兩月台之間的路口向南北延伸的道路。沿「運動場通」向南可前往鏡川和高知市綜合運動場（舊・高知市營運動場）。
- 高知地方裁判所、家庭裁判所、簡易裁判所合同廳舍
  - 高知地方裁判所（日语：高知地方裁判所）
  - 高知家庭裁判所（日语：高知家庭裁判所）
  - 高知簡易裁判所（日语：高知簡易裁判所）
- 高知法務合同廳舍
  - 高知地方檢察廳（日语：高知地方検察庁）
  - 高知保護觀察所
- 日本基督教團高知教會（日语：日本基督教団高知教会）
- 出雲大社土佐分祠（日语：出雲大社土佐分祠）
- 高知東方酒店
- 高知縣立武道館（日语：高知県立武道館）
- 高知市綜合安新中心
- 高知市立第六小學
- 高知市綜合運動場
  - 高知市棒球場（日语：高知市野球場）
  - 綜合體育館
  - 龍馬體育場（陸上競技場暨高知單車館（日语：高知競輪場））
- 國道33號（日语：国道33号）
- 「運動場通」巴士站

## 相鄰電車站
土佐電交通
伊野線
縣廳前－運動場通－枡形

## 注腳
1. 1 2 3 4  《土佐電鉄が走る街 今昔》98・156-158頁
2. 1 2 3 4  今尾惠介（監修）. . 11 中国四国. 新潮社. 2009: 60. ISBN 978-4-10-790029-6 （日语）.
3. 1 2  《土佐電鉄が走る街 今昔》28-33頁
4. ↑  . 高知新聞社. 1998: 88. ISBN 4-87503-268-4 （日语）.
5. ↑  上野宏人. . 毎日新聞 (毎日新聞社). 2014-10-02 （日语）.
6. ↑  川島令三. . 【図説】 日本の鉄道. 第2巻 四国西部エリア. 講談社. 2013: 41・92頁. ISBN 978-4-06-295161-6 （日语）.
7. ↑  . 今日のにっこりひまわり. 向日葵乳業. 2004-06-16  [2017-05-15]. （原始内容存档于2016-11-21）.